# Ana Alexander (Weitspringerin)
Ana Alexander (Ana Bella Alexander Lamothe; * 1. November 1954 in Manatí, Provinz Las Tunas) ist eine ehemalige kubanische Weitspringerin.
Bei den Leichtathletik-Zentralamerika- und Karibikmeisterschaften 1973 und den Zentralamerika- und Karibikspielen 1974 gewann sie jeweils Silber. 1975 siegte sie bei den Panamerikanischen Spielen in Mexiko-Stadt mit ihrer persönlichen Bestleistung von 6,63 m. 
Bei den Olympischen Spielen 1976 in Montreal schied sie in der Qualifikation aus.
Bei den Zentralamerika- und Karibikspielen 1978 und den Panamerikanischen Spielen 1979 in San Juan holte sie jeweils Silber.